# Vry
Vry település Franciaországban, Moselle megyében. Lakosainak száma 629 fő (2022. január 1.). Vry Charleville-sous-Bois, Hayes, Sainte-Barbe, Saint-Hubert és Vigy községekkel határos.

## Népesség
A település népessége az elmúlt években az alábbi módon változott:
| Lakosok száma | 546  | 575  | 600  | 595  | 598  | 614  | 619  | 624  | 629  |
|               | 2013 | 2015 | 2016 | 2017 | 2018 | 2019 | 2020 | 2021 | 2022 |